# باب‌اسفنجی حقیقت یا میدان (بازی آرکید)
«باب‌اسفنجی حقیقت یا میدان» (به انگلیسی: SpongeBob's Truth or Square) یک بازی ویدئویی در سبک پارتی‌گیم است که توسط Cosmi Corporation و در سال ۲۰۰۹ و در پلت‌فرم مایکروسافت ویندوز منتشر شده‌است.